# 魯斯鄉 (瑟拉日縣)
47°16′27″N 23°35′27″E / 47.2742°N 23.5908°E
魯斯鄉（羅馬尼亞語：Comuna Rus, Sălaj），是羅馬尼亞的鄉份，位於該國西北部，由瑟拉日縣負責管轄，面積51平方公里，海拔高度231米，2007年人口1,142，人口密度每平方公里22人。